# Albillo Mayor
Die weiße Rebsorte Albillo Mayor stammt aus Spanien. Albillo Mayor ist einer der vielen direkten Nachkommen der alten Rebsorte  Hebén; der zweite Elternteil ist bislang unbekannt. Die rote Sorte Tempranillo entstammt einer natürlichen Kreuzung  von Albillo Mayor mit Benedicto. Im Jahre 2016 wurden insgesamt 1152 Hektar Rebfläche mit fallender Tendenz erhoben, davon allein 1145 Hektar in Spanien (hauptsächlich in Kastilien-León). Kleine Bestände gibt es in Chile (0,5 ha) und Peru (7 ha, auch für Pisco). ().
Sie erbringt goldgelbe, nicht zu alkoholreiche, fleischige Weißweine mit weicher Säure und fruchtigen sowie floralen Aromen. Die Sorte wird gerne mit anderen Rebsorten – auch in Roséweinen -verschnitten. Lediglich in Ribera del Duero spielt die Rebsorte eine dominierende Rolle beim Ausbau der Weißweine. Zugelassen ist die Sorte auch in Arlanza, Arribes, Cigales sowie im Rioja.

## Ampelographische Sortenmerkmale
- Die Triebspitze ist offen. Sie ist borstig behaart, mit karminrotem Anflug. Die gelbgrünen Jungblätter sind anfangs wollig behaart und danach spinnwebig bedeckt.
- Die mittelgroßen grünen Blätter sind siebenlappig und wenig gebuchtet. Die Stielbucht ist lyren-förmig offen. Das Blatt ist rechtwinklig gezähnt. Die Zähne sind im Vergleich der Rebsorten groß. Die Blattoberfläche ist leicht wellig.
- Die kleinen bis mittelgroßen Trauben sind kompakt aufgebaut und haben nur kurze Stiele. Die kleinen, rundlichen Beeren haben eine dünne Schale und verfügen über 2 bis 3 Kerne.

Die früh reifende, ertragsarme Rebe ist widerstandsfähig gegen Trockenheit und Echten Mehltau, aber empfindlich gegen Botrytis und Falschen Mehltau sowie aufgrund des frühen Austriebs gegen späten Frost im Frühjahr. Die Sorte wird gerne von der Roten Spinne befallen. Sie erbringt goldgelbe, mäßig alkoholreiche, weiche Weißweine mit mittlerer Säure und fruchtigen Aromen.

## Synonyme
Abillo, Albilla, Albilla Mayor, Albillo, Albillo de Toro, Blanca del Pais, Blanco del País, Doradilla, Monastrell Blanco, Pardina, Picadillo, Picadillo Blanco, Torrontés, Turruntés, Turruntés de la Rioja und Turruntez